# План Медведева — Саркози

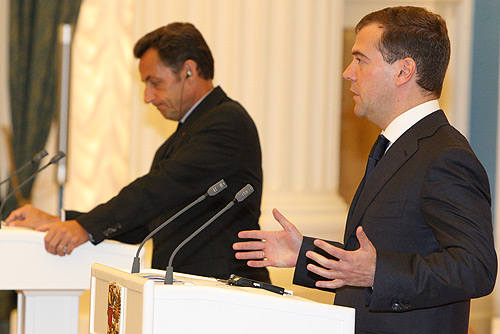
Медведев и Саркози на пресс-конференции после переговоров 12 августа 2008 года

План Медведева — Саркози — план урегулирования войны в Грузии в августе 2008 года, принятый на встрече президентов России и Франции — Дмитрия Медведева и Николя Саркози во время переговоров в Москве 12 августа 2008 года. 14 августа план был подписан в Кремле президентами Абхазии и Южной Осетии на встрече с Медведевым, 15 августа — президентом Грузии Михаилом Саакашвили, 16 августа — президентом России Дмитрием Медведевым.
8 сентября 2008 года, после многочасовых переговоров между Медведевым и Саркози, план был модифицирован; было объявлено о немедленном вступлении в действие дополнительных пунктов. Рано утром 9 сентября модифицированный план был подписан президентом Грузии Саакашвили.
13 февраля 2009 года Совет Безопасности ООН принял резолюцию, в которой приветствовал соглашение из шести пунктов от 12 августа 2008 года и последующие меры по его осуществлению от 8 сентября 2008 года.

## Содержание
План включал шесть пунктов:

1. Не прибегать к использованию силы.
2. Окончательно прекратить все военные действия.
3. Свободный доступ к гуманитарной помощи.
4. Вооружённые силы Грузии возвращаются в места их постоянной дислокации.
5. Вооружённые силы РФ выводятся на линию, предшествующую началу боевых действий.
6. Создание международных гарантий по обеспечению стабильности и безопасности в Абхазии и Южной Осетии.

После консультаций с Михаилом Саакашвили ранее входивший в шестой пункт Плана тезис о международном обсуждении статуса Южной Осетии и Абхазии был исключён. Первоначальный текст шестого пункта был следующим: «Начало международного обсуждения о вопросах будущего статуса Южной Осетии и Абхазии». Глава МИД РФ Сергей Лавров пояснил: «Президент Саркози позвонил президенту Медведеву [из Тбилиси], и это уточнение было принято, потому что оно в конечном итоге ничего не меняет».

## Заявления о невыполнении условий договора
После подписания документа звучали обвинения о нарушении выполнения Россией условий плана.
В интервью Би-би-си пресс-секретарь МИД Франции Эрик Шевалье сказал: «Идея заключается в том, что часть российских миротворческих сил могла временно оставаться у границы Осетии, но это временно, только для патрулирования и только до тех пор, пока не появится международный механизм».
«Было чётко сказано, что, во-первых, [российское] присутствие должно быть в форме патрулирования, никакого стационарного присутствия, во-вторых, оно не должно оказывать влияния на свободу передвижения на авто- и железных дорогах в этих местах», — разъяснил позицию Парижа Эрик Шевалье.
Россия, в свою очередь, заявляла о несоблюдении условий договора Грузией.
8 сентября 2008 года была опубликована информация о том, что разногласия трактовок по поводу выполнения условий мирного соглашения появились из-за неточного перевода: оригинал документа был подписан на французском языке и впоследствии переведён на русский и английский. В русском тексте говорится о безопасности «для Южной Осетии и Абхазии», в то время как во французской и английской версиях речь идёт о безопасности «в» этих республиках.

## Дополнительные пункты, подписанные 8 сентября
8 сентября французский президент в сопровождении представителей ЕС прибыл в Подмосковье для встречи с Дмитрием Медведевым. Он выразил уверенность, что встреча очень важна для вопросов мира и стабильности: «за это время произошли важные события, в частности Россия признала независимость Южной Осетии и Абхазии».
Центральной темой дискуссии президентов стал вопрос о выполнении сторонами «плана Медведева-Саркози». Задачей Николя Саркози на этой встрече было получить от Москвы гарантии полного вывода российских войск, остающихся на территории Грузии в соответствии с пунктом номер 5 плана мирного урегулирования. На тот момент российские военные продолжали оставаться, например, в городе Поти, который находится на значительном расстоянии от зоны грузино-осетинского конфликта. И этот факт вызывал определённые беспокойства в Европе.
Вместе с Николя Саркози в Москву прибыли председатель Еврокомиссии Жозе Мануэль Баррозу, а также Хавьер Солана — верховный представитель ЕС по вопросам внешней политики и политике безопасности. В очередной раз на встрече было объявлено, что ЕС готов и дальше содействовать разрешению конфликта. Также обсуждались различные международные механизмы для обеспечения безопасности в зонах конфликта. Николя Саркози даже передал Дмитрию Медведеву письмо Михаила Саакашвили, в котором содержалось обязательство не применять силу в Абхазии и Осетии.
Однако принципиальное несогласие между позициями двух сторон вызвал вопрос признания независимости Абхазии и Южной Осетии. Делегация прибывшая в Москву в очередной раз подчеркнула, что Европа категорически не согласна с этим решением. Результатом встречи стала выработка трёх новых пунктов, дополняющих план мирного урегулирования от 12 августа:
1. О порядке вывода вооруженных сил на линию, предшествующую началу боевых действий.
2. О международных механизмах наблюдения: международные миссии ООН и ОБСЕ продолжат свою деятельность, а также будет развернута новая наблюдательная миссия ЕС, взявшего на себя обязательство до 1 октября запустить миссию из 200 наблюдателей.
3. Дата начала международных дискуссий по конфликту. Они были назначены на 15 октября.

Однако Саркози не удалось добиться того, чтобы международные наблюдатели были допущены на территорию Абхазии и Южной Осетии. Как заявил в интервью Французской газете «Фигаро» В. В. Путин, такая договорённость не была достигнута, так как «Россия, признав эти государства самостоятельными, не в праве решать что-либо за них, и по поводу наблюдателей надо разговаривать с правительствами этих государств».
После встречи с российским президентом Николя Саркози, всё так же сопровождаемый Хавьером Соланой и Жозе Мануэлем Баррозу, отправились в Тбилиси, где были обговорены дополнительные пункты, подписанные в Москве. По итогам встречи прошла пресс-конференция, на которой Михаил Саакашвили отметил, что договорённость о выводе российских войск — это значительный шаг вперёд.
Комментаторы отметили различие в трактовках модифицированной редакции Плана в Москве и Тбилиси. Модифицированный План, как предоставляющий чрезмерные уступки Москве, был назван «неприемлемым» Генеральным секретарём НАТО Япом де Хоп Схеффером в его интервью Financial Times в материале от 15 сентября 2008 года.